# Un echipaj pentru Singapore
Un echipaj pentru Singapore este un film românesc din 1982 regizat de Nicu Stan. Rolurile principale au fost interpretate de actorii Gheorghe Cozorici, Florin Zamfirescu și Mariana Mihuț.

## Sinopsis
Un comandant de vapor își pierde nava și aproape tot echipajul într-un naufragiu în insulele Caraibe. Reîntors în țară, are mustrări de conștiință și coșmaruri pentru ce s-a întâmplat, ceea ce îl îndepărtează de soție. Obține comanda unui nou vas comercial cu destinația Singapore datorită accidentării comandantului acestuia cu puțin timp înaintea plecării. Pe noul vas este tratat cu neîncredere și ostilitate de secund, care speră să fie promovat comandant, precum și de echipajul obișnuit cu o disciplină laxă. Este nevoit să împună respectarea regulamentului, ceea ce îl îndepărtează și mai mult de oameni. În urma recepționării unui apel SOS de la o navă avariată în furtună intră în conflict deschis cu căpitanul, care refuză să ofere ajutor învocând furtuna și timpul pierdut. În timp ce comandantul dirijează nava prin furtună, își dă seama că, prin neglijența secundului, încărcătura nu a fost imobilizată și, prin impact repetat în cală, riscă sa distrugă vasul. Este nevoit să securizeze încărcătura ajutat doar de doi oameni, operație terminată cu succes însă în cursul căreia este accidentat. A doua zi salvează supraviețuitorii care lansaseră semnalul SOS după care ajunge la destinație. Aici comandantul îl informează pe căpitan că acesta va fi numit comandant, iar el va părăsi nava pentru o intervenție chirurgicală. În final, comandantul se deplasează cu mașina către aeroport și admiră orașul amintindu-și întâmplările din zilele ce au precedat sosirea la Singapore.

## Distribuție
Distribuția filmului este alcătuită din:
- Gheorghe Cozorici — cpt. Victor Ionescu, comandantul cargoului Omega
- Florin Zamfirescu — cpt. Nicolae Mărgineanu, secundul cargoului Omega
- Mariana Mihuț — Anca Ionescu, soția lui Victor
- Victor Rebengiuc — Grigore Olteanu, comandantul NAVROM
- Gheorghe Visu — marinarul Vasile Georgescu, fost timonier pe nava Alfa
- Ștefan Sileanu — radiotelegrafistul Radu, secretarul de partid al navei
- Radu Panamarenco — timonierul șef Mihali
- Jean Constantin — marinarul Cucu
- Ion Besoiu — cpt. Iliescu din conducerea NAVROM
- Dumitru Palade — nostromul Ion
- Radu Gheorghe — ofițerul III Vișan
- Lucian Iancu — marinarul „Rânjitul”
- George Paul Avram — ofițer II Neluțu
- Emil Bârlădeanu
- Nicolae Praida — marinarul Ilie
- Virgil Andriescu — marinarul Petre (Petrică) Iordan
- Ioana Manolescu
- Emilia Dobrin
- Vasile Cojocaru — Ion, fiul cpt. Șerban, inginer constructor la Șantierul Naval Constanța
- Jean Ionescu — cpt. Șerban, fostul comandant al cargoului Omega
- Duțu Constantin
- Ioan Marcu
- Sorin Jinga
- Martinov Sava
- Marius Seceleanu
- Sandu Constantin
- Roșca Atanasie
- Alexandru Croitoru
- Gheorghe Boroiu
- Petre Mihai
- Vasile Văleanu
- Nicolae Ioniță
- Sebastian Tașcă
- Ion Ilie
- Vasile Marcel

## Primire
Filmul a fost vizionat de 2.097.776 de spectatori în cinematografele din România, după cum atestă o situație a numărului de spectatori înregistrat de filmele românești de la data premierei și până la data de 31 decembrie 2014 alcătuită de Centrul Național al Cinematografiei.